# Seututie 301
La route régionale 301 (finnois : Seututie 301) est une route régionale allant de Lempäälä jusqu'au village Stormi de Sastamala en Finlande.

## Description
La route régionale 301, longue de 44 kilomètres, est sinueuse et vallonnée.
La route part de Lempäälä, l'intersection de la route régionale 190, qui fait partie de l'ancien tracé de la route nationale 9. 
De là, la route passe d'abord à quelques centaines de mètres au nord, après quoi elle tourne vers l'ouest à partir du prochain carrefour, d'où commence la route de liaison 3024 vers le centre de Lempäälä.